# Isabel Prieto de Landázuri
Isabel Prieto de Landázuri   (Alcázar de San Juan, 1 de març de 1833 - Hamburg, 28 de setembre de 1876) nom de ploma d'Isabel Ángela Prieto González Bango, va ser una poeta i dramaturga espanyola, considerada «una de les primeres dones a ingressar al cànon literari de Mèxic del segle XIX», ja que en aquest país va ser on va dur a terme la major part de la seva obra literària.

## Biografia

Prieto de Landázuri és considerada «una de les primeres dones a ingressar al cànon literari de Mèxic del segle XIX».

Existeixen desacords sobre el lloc de naixement d'Isabel Prieto de Landázuri; si bé la majoria de les fonts consideren que va néixer a Alcázar de San Juan, Ciudad Real, Espanya l'any 1833, alguns escriptors com l'espanyol Julio Cejador y Frauca van afirmar que en realitat havia nascut a la Ciutat de Mèxic. Fins i tot, hi ha altres fonts que asseguren que va néixer l'any 1828 en territori espanyol. Era filla del panameny Sotero Prieto Olasagarre (en aquells moments, Panamà estava sota el domini espanyol) i l'espanyola Isabel González Bango de la Puebla, i va ser la gran d'onze germans.
Als seus quatre anys d'edat, la seva família es va mudar a Mèxic on Isabel es va dedicar a estudiar. Allà va aprendre diversos idiomes que li van permetre exercir-se com a traductora d'obres literàries notables. Temps després, va viatjar a Guadalajara, Jalisco, lloc on va desenvolupar la major part de les seves obres literàries. Se sap que va col·laborar amb l'escriptor francès radicat a Mèxic Alfredo Bablot en el diari El Federalista. L'any 1864, davant de la Intervenció Francesa a Mèxic, es va traslladar a la ciutat estatunidenca de San Francisco, Califòrnia. Un any després, al 1865, va tornar a Mèxic i va contreure matrimoni amb el seu cosí Pedro Landázuri Diez, un polític notable d'aquesta època, i es va traslladar al barri de Tacubaya a la Ciutat de Mèxic.
"Dotada d'una prodigiosa i facilísima memòria, concebia i donava forma a les seves composicions sense ajuda de la ploma, i les dictava després al seu marit: pot dir-se, malgrat la gran extensió de la major part d'elles, que totes eren veritables improvisacions." Les seves obres dramàtiques són més de catorze, i les principals són: Las dos flores, Los dos son peores, Oro y oropel, La escuela de las cuñadas, Duende y serafín, Abnegación, El Ángel del hogar, Una noche de Carnaval, Soñar despierto i Un lirio entre zarzas.
Al 1874, el seu marit va assumir el càrrec de cònsol de Mèxic a Hamburg així que Isabel es va traslladar amb ell i el seu fill Jorge. La seva altra filla, Blanca, va emmalaltir i va morir a Veracruz mentre esperava el vaixell que els portaria a Hamburg. El tercer fill de la parella va néixer l'any 1875, una cop es trobaven a Alemanya.
Va morir l'any 1876 a causa d'un infart cerebral.
José María Vigil va llegir el discurs titulat "La Sra. Isabel Prieto de Landázuri", un estudi biogràfic i literari de l'autora, davant l'Acadèmia Mexicana, l'any 1882. Vigil mateix va recopilar les seves obres poètiques en una publicació realitzada per Irineo Paz.